# Carlo Bruschi
Carlo Bruschi (1820 – 1878) è stato un militare e politico italiano.

## Biografia

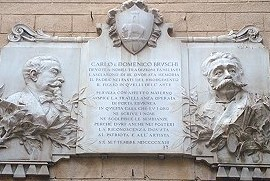

Figlio di Domenico Bruschi, medico e botanico (1787-1863). Ebbe due figli: Francesca e Domenico Bruschi, pittore e scrittore (1840 - 1910).
Avvocato, partecipò alla Prima guerra d'indipendenza combattendo alla difesa di Venezia e poi della Repubblica romana; nel 1859 fu tra i fautori dell'insurrezione perugina che gli costò una condanna a morte evitata con l'esilio in Toscana; dopo l'Unità ebbe incarichi amministrativi nel Comune e nella Provincia.
Dopo l'Unità, fu parte della nuova classe dirigente perugina - composta dai liberali moderati “vincitori” nel 1860, insieme a Francesco Guardabassi, Nicola Danzetta, Zeffirino Faina, Tiberio Berardi.
Fu presidente del comitato elettorale che si costituì all'accademia dei Filedoni per eleggere un senatore e un deputato perugini, il 2 dicembre 1873.
In suo onore e quello di suo figlio artista si diede nome ad una via della città di Perugia e al Nº12, dove abitavano, vengono ricordate le loro gesta
CARLO E DOMENICO BRUSCHI
DEVOTI A NOBILI TRADIZIONI FAMILIARI
LASCIARONO DI SE ONORATA MEMORIA
IL PADRE NEI FASTI DEL RISORGIMENTO
IL FIGLIO IN QUELLI DELL’ ARTE
PERUGIA CON AFFETTO MATERNO
AUSPICE LA FRATELLANZA OPERAIA
DI PORTA EBURNEA
IN QUESTA CASA CHE FU LORO
NE SCRIVE I NOMI
E NE SCOLPISCE LE SEMBIANZE
PERCHÈ DURI ANCHE NEI POSTERI
LA RICONOSCENZA DOVUTA
AL PATRIOTA E ALL’ ARTISTA
XX SETTEMBRE MLCCCCXXIII
- citato nel libro La Tramontana a Porta Sole, di Walter Binni
 COLLEZIONE GIUSEPPE BELLUCCI”
DOCUMENTI E OPERE A STAMPA SUL RISORGIMENTO A PERUGIA - SOPRINTENDENZA ARCHIVISTICA PER L'UMBRIA]
 ARCHIVIO DIGITALE
PER LA STORIA DELL'UMBRIA CONTEMPORANEA